# 天主教胡胡伊教區
天主教胡胡伊教區（拉丁語：Dioecesis Iuiuyensis）是阿根廷一個羅馬天主教教區，屬薩爾塔總教區。
教區成立於1934年4月20日，位於胡胡伊省東南部。2010年有教友524,000人（佔轄區總人口90.3%）、卅六個堂區、六十八名司鐸。現任教區主教為凱撒·達彌爾·費爾南德斯。